# 18169 Амальді
18169 Амальді (18169 Amaldi) — астероїд головного поясу, відкритий 20 серпня 2000 року.
Тіссеранів параметр щодо Юпітера — 3,163.
Названо на честь італійського фізика Едоардо Амальді